# Hans-Peter Beck
Hans-Peter Beck (* 1947 in Ehmen, Landkreis Gifhorn) ist ein deutscher Ingenieur, Hochschullehrer und Fachautor.

## Leben
Hans-Peter Beck absolvierte er nach der Mittleren Reife in Gifhorn von 1964 bis 1968 eine Lehre zum Starkstromelektriker. Von 1969 bis 1972 schloss er ein Studium an der Fachhochschule Wolfenbüttel mit der Studienrichtung Allgemeine Elektrotechnik an. Nach dem Examen absolvierte Hans-Peter Beck ein Aufbaustudium der Elektrotechnik an der Technischen Universität Berlin. Die Diplomhauptprüfung legte er 1976 mit der Note sehr gut ab. Danach folgte von 1977 bis 1981 eine Tätigkeit als Entwicklungsingenieur im Forschungsinstitut Berlin der AEG AG im Rahmen einer Promotion, die er an der Technischen Universität Berlin als Doktoringenieur ablegte. 
Nach einer Funktion als Leiter des Laboratoriums Neuartige Energiesysteme von 1982 bis 1984 und der Abteilung Entwicklung Triebfahrzeuge im AEG-Geschäftsbereich Bahntechnik erfolgte 1989 die Berufung zum Universitätsprofessor für die Grundlagen der Elektrotechnik und der Elektrischen Energietechnik an die Technische Universität Clausthal. Ab Oktober 1989 begann die Leitungsfunktion als Direktor des Institutes für Elektrische Energietechnik. Von 1994 bis 1998 lief parallel die Dekan-/Prodekan-Funktion im Fachbereich Maschinenbau, Verfahrenstechnik und Chemie der Technischen Universität Clausthal, woran sich von 1999 bis 2009 die Prorektoren-/Vizepräsidenten-Funktion für Forschung und Hochschulentwicklung anschloss. Von 2008 bis 2017 kam zusätzlich die Position als Vorstandsvorsitzender des Energie-Forschungszentrums Niedersachsen hinzu. Für das Clausthaler Umwelttechnik-Institut (CUTEC) war Beck von 2002 bis 2009 Vorsitzender des wissenschaftlichen Beirates, mit Übergang in die TU Clausthal 2017 war er bis 2022 im Vorstand des CUTEC Forschungszentrums.
Die Lehrtätigkeit von Hans-Peter Beck umfasste die Gebiete Grundlagen der Elektrotechnik, Elektrische Energietechnik, Energiesysteme, Energieelektronik und Regelung elektrischer Antriebe. Seine Forschungstätigkeit in den Bereichen Elektrische Umrichterantriebe großer Leistung, Regelung von elektrischen Hochleistungsantrieben (Windgeneratoren, Walzwerkantrieben, Mühlen, Bahnantriebe) und Energieelektronische Geräte zur Energiekonditionierung sowie deren Simulationstechnik spiegelte sich in zahlreichen Veröffentlichungen und Buchbeiträgen sowie rund 40 Patenten bzw. Patentanmeldungen wider. Zahlreiche Vorträge auf nationalen und internationalen Tagungen, Mitgliedschaften in Fachausschüssen sowie eine Gutachtertätigkeit für die Deutsche Forschungsgemeinschaft als gewählter Fachgutachter für Energieanwendungen rundeten sein Arbeitsgebiet ab. Im März 2019 wurde Hans-Peter Beck nach Erreichen der Altersgrenze in den Ruhestand verabschiedet.

## Werke (Auswahl)
- Fremdgeführter Zwischenkreisumrichter mit Spannungsrichter zur Speisung von Synchronmaschinen großer Leistung und hoher Drehzahl. Technische Universität Berlin, 1981.
- Windenergiespeicherung durch Nachnutzung stillgelegter Bergwerke. Clausthal-Zellerfeld 2011, ISBN 978-3-942216-54-8.
- Netzauslastung und Aufnahmekapazität für Erneuerbaren Strom. Cuvillier Verlag, Göttingen 2017, ISBN 978-3-7369-9699-1.
- Modulare Hochleistungsbatteriesysteme in Verbindung mit Schnellladetechnik. Cuvillier Verlag, Göttingen 2022, ISBN 978-3-7369-6657-4.
- Energie und Wasserspeicher Harz – Kopplung nachhaltiger Systemdienstleistungen zur Energiespeicherung, zum Hochwasserschutz und zur Ressourcensicherung. Cuvillier Verlag, Göttingen 2023, ISBN 978-3-7369-6875-2.